# 西塞山 (湖州市)
西塞山，位于湖州市吴兴区境樊漾湖（凡常湖）旁。

## 文学作品中的描写
- 维基文库中的相關文獻：西塞山
- 维基文库中的相關文獻：渔歌子

渔歌子
西塞山前白鹭飞，
桃花流水鳜鱼肥。
青箬笠，绿蓑衣，
斜风细雨不须归。